# William Augustine Hickey
William Augustine Hickey (* 13. Mai 1869 in Worcester, Massachusetts, USA; † 4. Oktober 1933) war ein US-amerikanischer Geistlicher und römisch-katholischer Bischof von Providence.

## Leben
William Augustine Hickey studierte nach dem Abschluss am Holy Cross College in Boston am Priesterseminar St. Sulpice in Paris und anschließend am St. John-Seminar in Brighton. Am 22. Dezember 1893 spendete ihm der Erzbischof von Boston, John Joseph Williams, in der Bostoner Kathedrale das Sakrament der Priesterweihe für das Bistum Springfield.
Am 10. März 1919 ernannte ihn Papst Benedikt XV. zum Titularbischof von Claudiopolis in Isauria und zum Koadjutorbischof von Providence. Der Bischof von Springfield, Thomas Daniel Beaven, spendete ihm am 10. April desselben Jahres die Bischofsweihe; Mitkonsekratoren waren der Bischof von Portland, Louis Sebastian Walsh, und der Bischof von Fall River, Daniel Francis Feehan.
Bischof Matthew Harkins übertrug ihm mit dem Tag der Bischofsweihe die Verwaltung des Bistums Providence als Administrator. Mit dem Tod von Bischof Matthew Harkins am 21. Mai 1921 folgte er diesem als Bischof von Providence nach.